# メフメト・エルトゥールル
メフメト・エルトゥールル（Şehzade Mehmed Ertuğrul Efendi、1912年10月5日 - 1944年7月2日）は、オスマン帝国最後の皇帝メフメト6世の第一皇子。トルコ革命によって、父とともにトルコを追放された。1944年7月2日、カイロで死去。
| スタブアイコン | サブスタブ | この項目は、まだ閲覧者の調べものの参照としては役立たない、人物に関連した書きかけの項目です。この項目を加筆・訂正などしてくださる協力者を求めています（P:人物伝/PJ:人物伝）。 |